# Ubbergen

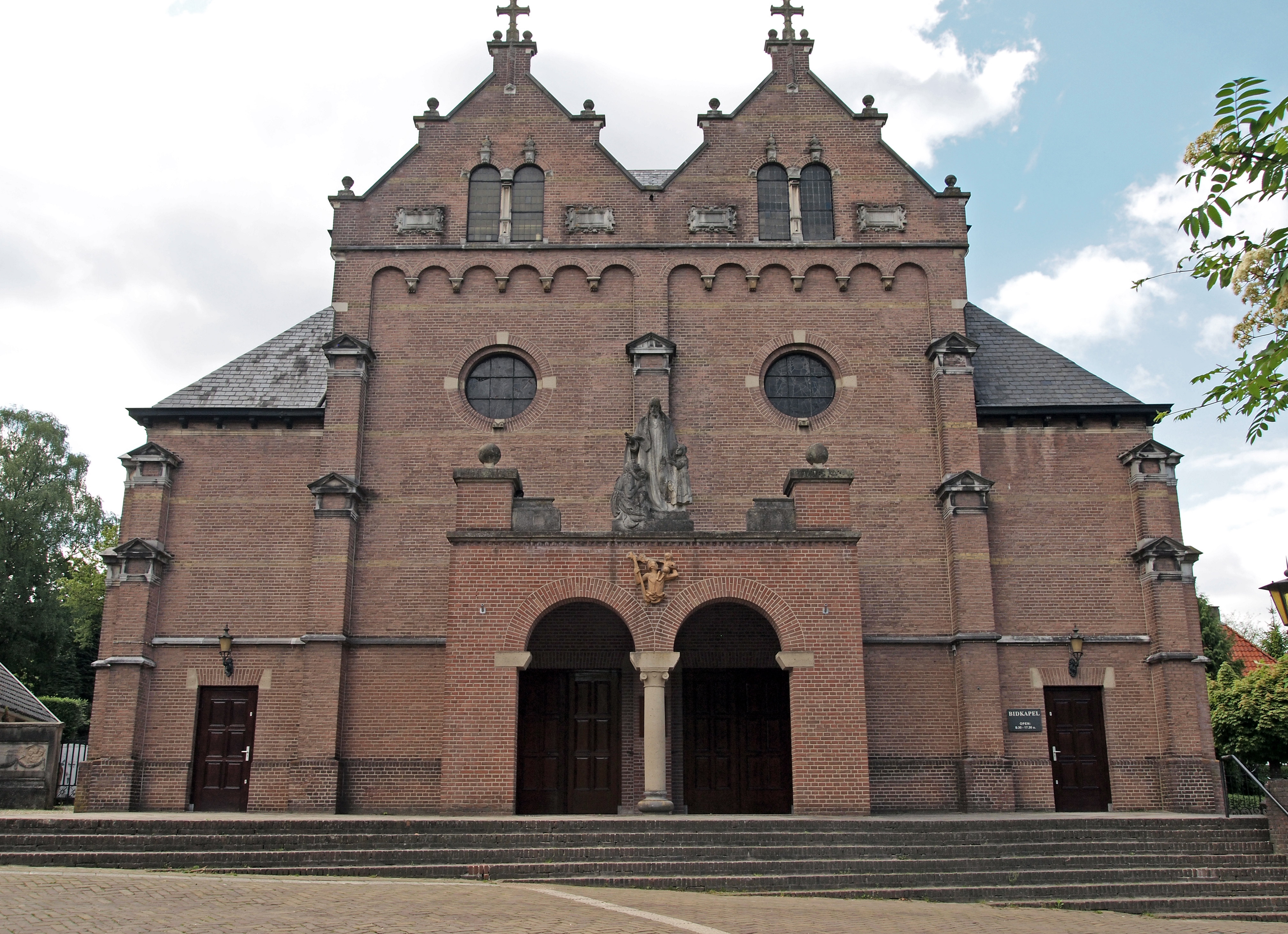
Kyrka i Beek.

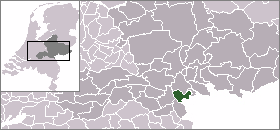
Ubbergens läge

Ubbergen är en historisk kommun i provinsen Gelderland i Nederländerna. Kommunens totala area är 38,80 km² (där 4,78 km² är vatten) och invånarantalet är på 9 477 invånare (2005).